# Ubisoft Singapore
Ubisoft Singapore — компания, специализирующаяся на разработке компьютерных игр. Была открыта 1 августа 2008 года в городе-государстве Сингапур как дочернее общество французской Ubisoft.

## История компании
Об открытии компании стало известно 12 февраля 2008 года. В новости, опубликованной на известном игровом сайте GameSpot, сообщалось, что Ubisoft Singapore, которая официально начнет свою деятельность с первого августа, становится восемнадцатым филиалом Ubisoft. Предполагалось, что новый филиал первоначально будет разрабатывать игры для консолей совместно с другими дочерними компаниями. Штат компании составлял 300 сотрудников.
5 августа 2009 года на игровой консоли Xbox 360 была выпущена первая игра компании — Teenage Mutant Ninja Turtles: Turtles in Time Re-Shelled, которая представляет собой ремейк «классической» игры Teenage Mutant Ninja Turtles: Turtles in Time, выпущенной Konami в 1991 году и воссозданный, в отличие от двумерной оригинальной игры, в трёхмерной графике. 19 сентября 2009 года в продажу поступила версия для PlayStation 3.
Ubisoft Singapore также участвовала в совместной работе (с другими филиалами Ubisoft) ряда игр серий Assassin’s Creed и Tom Clancy’s Ghost Recon.
В 2024 году вышла приключенческая игра Skull & Bones, посвященная темам пиратства и морских сражений.

## Разработанные игры
| Год  | Название                                                 | Платформа                                                                  | Примечание                 |
| ---- | -------------------------------------------------------- | -------------------------------------------------------------------------- | -------------------------- |
| 2009 | Teenage Mutant Ninja Turtles: Turtles in Time Re-Shelled | PlayStation 3, Xbox 360                                                    | Самостоятельная разработка |
| 2009 | Assassin’s Creed II                                      | PlayStation 3, PlayStation 4, Windows, Xbox 360, Xbox One                  | Совместная разработка      |
| 2010 | Prince of Persia: The Forgotten Sands                    | PlayStation 3, Wii, Windows, Xbox 360                                      | Совместная разработка      |
| 2011 | Assassin’s Creed: Revelations                            | PlayStation 3, PlayStation 4, Windows, Xbox 360, Xbox One                  | Совместная разработка      |
| 2012 | Tom Clancy’s Ghost Recon: Future Soldier                 | PlayStation 3, Windows, Xbox 360                                           | Совместная разработка      |
| 2012 | Assassin’s Creed III                                     | PlayStation 3, Wii U, Windows, Xbox 360                                    | Совместная разработка      |
| 2013 | Assassin’s Creed IV: Black Flag                          | PlayStation 3, PlayStation 4, Nintendo Switch, Wii U, Windows, Xbox 360    | Совместная разработка      |
| 2014 | Tom Clancy’s Ghost Recon Phantoms                        | Windows                                                                    | Совместная разработка      |
| 2014 | Assassin’s Creed Unity                                   | PlayStation 4, Stadia, Windows, Xbox One                                   | Совместная разработка      |
| 2014 | Assassin’s Creed Rogue                                   | PlayStation 3, PlayStation 4, Nintendo Switch, Windows, Xbox 360, Xbox One | Совместная разработка      |
| 2015 | Assassin’s Creed Syndicate                               | PlayStation 4, Stadia, Windows, Xbox One                                   | Совместная разработка      |
| 2017 | Assassin’s Creed Origins                                 | PlayStation 4, Stadia, Windows, Xbox One                                   | Совместная разработка      |
| 2018 | Assassin’s Creed Odyssey                                 | Nintendo Switch, PlayStation 4, Stadia, Windows, Xbox One                  | Совместная разработка      |
| 2020 | Assassin’s Creed Valhalla                                | PlayStation 4, PlayStation 5, Windows, Xbox One, Xbox Series X/S, Stadia   | Совместная разработка      |
| 2024 | Skull and Bones                                          | PlayStation 5, Windows, Xbox Series X/S                                    | Самостоятельная разработка |